# 強姦陷阱
《強姦陷阱》（英語：Rape Trap）是1998年上映的香港劇情、情色電影，由鄭偉文執導，黃秋生、謝天華、陳展鵬、蔡少芬主演。

## 劇情
李珊珊是一個家具店的老闆娘，她有一個男友梁振華，華經常在珊珊的家具店裏幫忙。一天，華的好友黃力德來了家具店，但是華居然要求珊珊和力德假結婚，因為力德的爸爸有一份遺產要其結了婚才能拿到，並表示事成后會給華和珊珊六十萬，六十萬足以讓華開自己的店，雖珊珊一開始十分抗拒，但在力德的說服下，他還是幫了其。
在簽字時由陳志鵬律師替他們做証，力德於是便獲得父親的遺產，他亦沒有賴皮，表示過幾天便會匯錢給珊珊。吃完飯後，力德好心地把珊珊載回家，珊珊把力德邀到家中作客，但這時珊珊覺得有點暈暈的，原來，珊珊在餐廳和力德吃飯時喝的紅酒被力德加了迷幻藥，力德在珊珊暈暈的情況下把她強姦了...

## 演員
| 演員   | 角色       | 粵語配音 | 關係 |
| 黃秋生 | 黃力德     | 黃秋生   | 本片大反派 性格好色，變態，把李珊珊強姦並拍下裸照 梁振華之好友，為了拿到爸爸的遺產而請求其幫忙，後反目 李珊珊之假丈夫，被其視為好友，後反目 後被梁振華錯手殺死                                                                                        |
| 陳展鵬 | 陳志鵬     | 羅偉傑   | 律師 李珊珊之好友，並暗戀其 馮東偉之養子 全心全力為李珊珊打官司救回其令其不用被判死刑，但失敗 最後在距離李珊珊行刑前一小時傷心抱著養父馮東偉痛哭 |
| 蔡少芬 | 李珊珊     | 蔡少芬   | 家具店老板 性格溫柔 黃力德之假妻子，視其為好友，後反目 陳志鵬之好友，被其暗戀 梁振華之女友，後分手並反目 最後雖被陳志鵬証明黃力德為變態者，但因無法証明自己沒有殺人而被判處死刑                                                                       |
| 謝天華 | 梁振華     | 謝天華   | 本片終極大反派 擁有夢想的男人 李珊珊之男友，後分手並反目 在外面藏有情婦，並與其在黃力德和李珊珊的餐廳裏簽字的廁所發生性關係 黃力德之好友，被為了拿到爸爸遺產的他請求幫忙，後反目 最後把殺死黃力德的這個罪行嫁禍給李珊珊，並於同時因亂過馬路而被車撞死 |
| 彭丹   | 梁振華情婦 | 鄭麗麗   | 梁振華之情婦，與其在黃力德和李珊珊簽字的餐廳裏的廁所發生性關係 （特別客串） |
| 高雄   | 馮東偉     | 張炳強   | 中國公安 陳志鵬之養父 負責調查黃力德被殺案的公安隊長 最後在李珊珊距離行刑前一小時安慰傷心的陳志鵬，並與其擁抱 |
| 鮑起靜 | 審判長     | 曾秀清   | 中國公安 負責審判黃力德被殺案的法官 （特別客串） |
| 範雨林 |            |          | |
| 陳存正 |            |          | |

## 評價
香港電影評論學會當時的影評稱此片對內地的公安和司法人員都描寫得很正面，全無專橫腐化，可惜對本片那樣半中半港，還是不倫不類。。